# カシアス・マーセラス・クレイ・シニア
カシアス・マーセラス・クレイ（Cassius Marcellus Clay、1912年11月11日 - 1990年2月8日）は、アメリカ合衆国の画家、ミュージシャンである。子にボクサーのモハメド・アリ（カシアス・クレイ・ジュニア）、ラーマン・アリ（ルディ・クレイ）、孫にレイラ・アリがいる。
1934年にオデッサ・リー・オグレーディと結婚し、画家、ミュージシャンとして活躍した。彼は「ハンサムで、気立てがよく、騒がしく、喧嘩っ早い、失敗した夢想家」あるいは「大酒飲みで女たらしのダンディな父親」と表現されていた。息子のモハメド・アリは、彼を「ルイビルで最もファンシーなダンサー」と評した。

## 生涯
クレイはケンタッキー州ジェファーソン郡で1912年11月11日にハーマン・H・クレイ（1876年3月 - 1954年2月1日）とエディス・E・グレートハウス（1889年12月 - 1972年12月30日）の息子として生まれた。クレイにはナサニエル・クレイを始めとする弟4人、妹1人がいた。クレイの父方の祖父母はジョン・クレイとサリー・アン・クレイだった。妹のエヴァによると、サリーはマダガスカル出身であるという。DNA調査によると、モハメド・アリの父方の祖母はアーチャー・アレクサンダー（1815-1880）の曾孫娘であった。カシアス・マーセラスという名前は、同じケンタッキー州出身で、19世紀の共和党の政治家であり、厳格な奴隷制廃止論者であったカシアス・マーセラス・クレイ（Cassius Marcellus Clay）にちなんで名づけられた。
クレイは掲示板や看板の絵を描く画家だった。1933年頃、オデッサ・リー・オグレーディと結婚した。クレイは大酒飲みであり、そのために無謀運転、風紀紊乱、暴行など何度も問題を起こした。1970年、なぜ息子のようにムスリムにならなかったのかと尋ねられたとき、彼は「私の宗教は自分の才能であり、それは私を支えてくれるものです」と答えた。
クレイは1990年2月8日、ケンタッキー州のデパートを出たときに心臓発作を起こして77歳で亡くなった。

## 大衆文化において
モハメド・アリの生涯を描いた1977年の映画『アリ/ザ・グレーテスト』ではアーサー・アダムスが、2001年の映画『ALI アリ』ではジャンカルロ・エスポジートがクレイを演じている。